# Hugo Hamilton
Hugo Hamilton (Dublín, 1953) es un escritor irlandés de ascendencia alemana. 

## Biografía
En 1949, la madre de Hamilton era una germana que viajaba por Irlanda, por un peregrinaje, casándose con un irlandés, y se instala en ese país. Su padre, un militante nacionalista insistía en que su familia hablase solo alemán oo irlandés, y prohibiéndoles el inglés, una interdicción que el joven Hugo resistía internamente. "Tal prohibición contra el inglés me hizo ver ese idioma como un desafío. Incluso cuando era niño, hablaba en inglés con las paredes y ensayaba secretamente el diálogo que escuchaba afuera", escribió más tarde.

### Novelas
- Surrogate City (1990) ISBN 0-571-14432-2
- The Last Shot (1991) ISBN 0-571-16391-2
- The Love Test (1995) ISBN 0-571-16954-6
- Headbanger (1996) ISBN 0-436-20405-3
- Sad Bastard (1998) ISBN 0-436-20490-8
- Sucking Diesel (2002) ISBN 0-09-928325-5
- Disguise (2008) ISBN 0-007-19216-9
- Hand in the Fire (2010)

### Cuentos cortos
- Dublin Where the Palm Trees Grow (1996) ISBN 0-571-17693-3

### Memorias
- The Speckled People (2003) ISBN 0-00-715663-4. Traducido como El perro que ladraba a las olas (2005) por María Rosario Martín Ruano y M. Carmen África Vidal Claramonte, ISBN 978-84-96454-27-9
- The Sailor in the Wardrobe (2006) ISBN 0-00-719217-7 [US Title: The Harbor Boys ISBN 0-06-078467-9]

### Versiones en otros idiomas
- Hand in the Fire: Der irische Freund, (Luchterhand, Múnich, Alemania 2011)
- The Speckled People: Gescheckte Menschen (Alemania, 2004); Sang impur (Francia, 2004); Il cane che abbaiava alle onde (Italy, 2004); El perro que ladraba a las olas (España, 2005); Sproetenkoppen (Netherlands, 2006); Gent mestissa (Andorra, 2007); Белязаните (Bulgaria, 2008).
- Headbanger: Der letzte Held von Dublin (Alemania, 1999); Déjanté (Francia, 2006); Lo scoppiato (Italia, 2000)
- The Sailor in the Wardrobe: Der Matrose im Schrank (Alemania, 2006); Le marin de Dublin (Francia, 2006); De verdwijntruc (Netherlands, 2006); Il marinaio nell'armadio (Italy, 2007)
- Sad Bastard: Ein schlechter Verlierer (Alemania, 2001)
- The Last Shot: Kriegsliebe (Alemania, 2002); L'ultimo sparo (Italy, 2006); Het laatste schot (Netherlands, 2004)
- Surrogate City: Berlin sous la Baltique (Francia, 1992)

## Literatura
- Official Homepage de Hugo Hamilton
- "Speaking to the walls in English", × Hugo Hamilton, Powells.com, sin fechar.
- Review of The Speckled People × Hermione Lee in The Guardian, 2003
- Review of The Speckled People × James Lasdun, New York Times 2003
- "Hugo Hamilton," Close to the Next Moment: Interviews from a Changing Ireland × Jody Allen Randolph. Manchester: Carcanet, 2010.